# Amiga 600

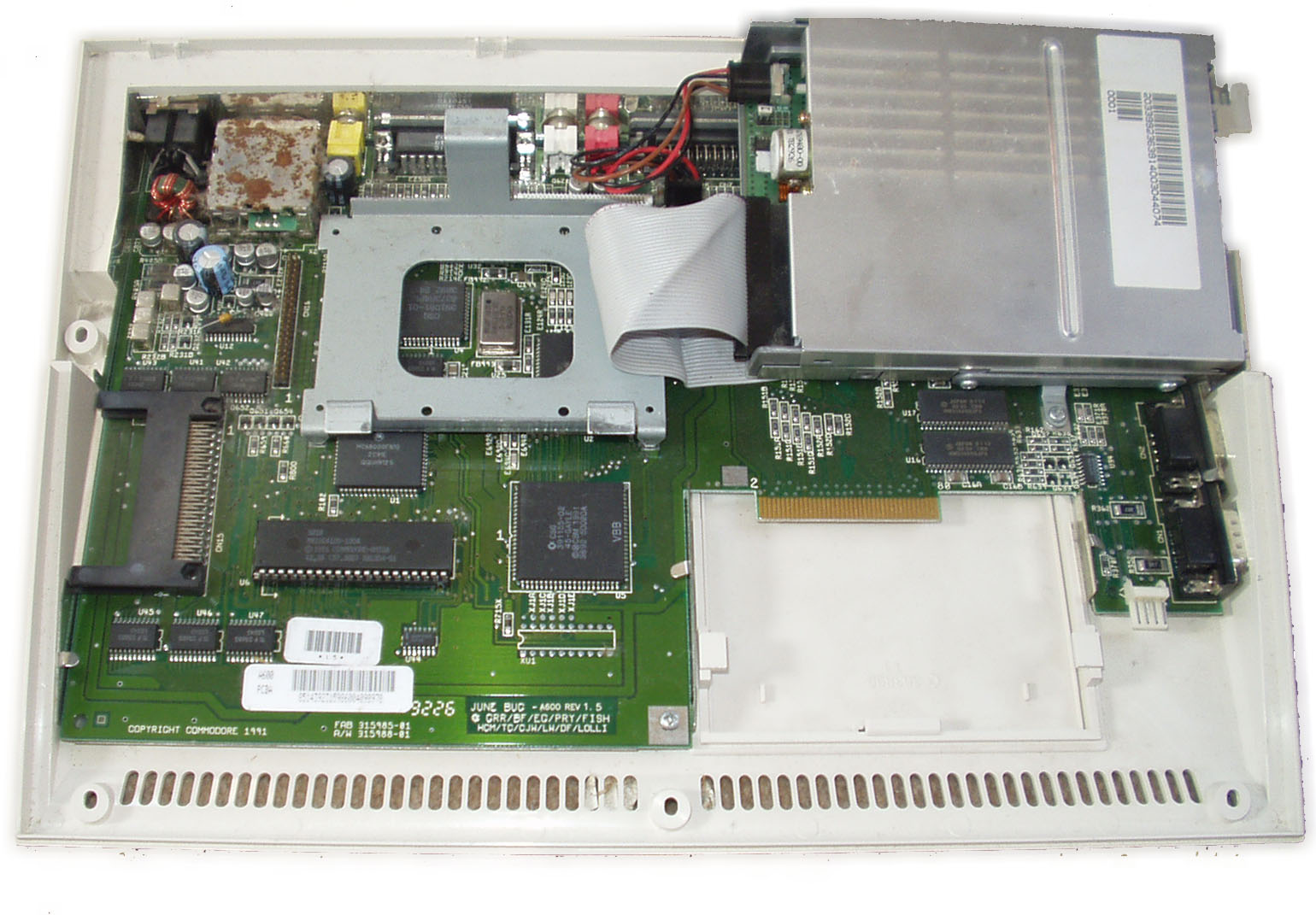
Amiga 600 levett burkolattal

Az Commodore Amiga 600, vagy A600 a Commodore által kiadott személyi számítógép, mely a cég utolsó Motorola 68000-es mikroprocesszor alapú, ECS chipsettel szerelt multimédiás otthoni számítógépe. A modellben jelent meg először a PCMCIA bővítés lehetősége, továbbá gyárilag IDE vezérlőt kapott, mellyel merevlemezt is tudott kezelni.

## Eladások
A Commodore az Amiga 600-as modellt az 1992 márciusában Hannoverben megrendezett CeBIT szakkiállításon mutatták be. Az Amiga 500-hoz hasonlóan ez a modell is a piac alsó szegmensét célozta meg, míg a felső szegmenst az Amiga 3000 uralta a termékpalettájukon. Az A600 volt az első Amiga modell, melyet az Egyesült Királyságban gyártottak, konkrétan a skóciai Irvine-ban. Későbbi példányokat gyártottak Hongkongban és a Fülöp-szigeteken is.
A cég új életet akart lehelni az Amiga 500-as kategóriájában az eladásoknak, míg meg nem érkezik a tervezett új modell, a 32-bites Amiga 1200. Eredetileg egy az Amiga 500 Plus-nál olcsóbb "C64-jellegű" gépet akartak, mely projekt "Amiga 300" néven futott. Ehelyett hozták létre végül "June Bug" munkanév alatt az Amiga 600-at, melyet az A500-nál 50-60$-ral olcsóbb árfekvére céloztak be eredetileg, de kb. ennyivel lett drágább végül. Az A600 egy újabb próbálkozás volt az Amiga bepozicionálására a konzolpiacra, mint teljes billentyűzettel rendelkező játékgép.
Többféle módon igyekeztek kelendőbbé tenni a terméket:
- "Lemmings" bundle (1992): Lemmings és az Electronic Arts Deluxe Paint III grafikai programcsonagja;
- "Robocop 3D" bundle (1992): Robocop 3D, Myth, Shadow of the Beast III, Graphic Workshop és Microtext;
- "Wild, Weird and Wicked" bundle (1992 vége, £349 indulóár): Formula One Grand Prix, Push-Over, Putty and Deluxe Paint III;
- A600HD "Epic/Language" bundle (1992, £499 indulóár): belső 20 MB HDD, szövegszerkesztő, Trivial Pursuit, Myth, Rome: Pathway to Power and Epic.

1993-ban a rivális Atari ST eladásai jelentősen csökkentek, de ahelyett, hogy az A600-at tették volna olcsóbb és így piacképes termékké (mint ahogy eredetileg is kellett volna), az egy évvel később az A600 árszintjén kiadott, jóval nagyobb teljesítményű Amiga 1200 - belső konkurenciát teremtve - gyakorlatilag kiszorította a piacról.

## Műszaki leírás
A modell fizikai mérete a legkisebb az Amigák közül, mivel elhagyták a többi modellre jellemző numerikus billentyűzetet, így 78-gombossá téve azt. Ez kellemes külsőt biztosított, ugyanakkor inkompatibilitáshoz is vezetett egyes, a numerikus billentyűzetet kihasználó irodai felhasználói-, illetve repülőgép-szimulátorprogrammal. Ezt sok felhasználó hiányolta, de így is csak később jelent meg a géphez külső numerikus billentyűzet kiegészítő.

### Processzor, memória
Az Amiga 600-at ugyanolyan 7,09/7,16 MHz-es Motorola 68000 mikroprocesszorral (CPU) és 80 ns-os 1 MB Chip RAM-mal szerelték, mint elődjét.
A tervezéskor nem számoltak a CPU bővítésével és azt az alaplapra forrasztották, mely visszalépés volt az A500-hoz képest. Ennek ellenére készültek olyan nem-hivatalos CPU bővítmények, melyek nem a CPU helyére, hanem a CPU-ra csatlakoztak (pl. ACA630, Furia Accelerator, Vampire 600 v2.1) és akár egy 50 MHz-es Motorola 68030, vagy még gyorsabb Apollo 68080 használatát is lehetővé tették, de ez a bővítési mód egyes alaplapváltozatoknál instabilitást okozott.
A Chip RAM összesen 2 MB-ra bővíthető ún. "trapdoor" bővítőkártyával, míg Fast RAM (valójában "slow RAM") a PCMCIA bővítő aljzaton csatlakoztatható, összesen 6 MB memóriakapacitásig. Léteznek azonban olyan CPU bővítőkártyák, melyek a processzor mellett Fast RAM bővítményt is tartalmaznak, egészen 64 MB-ig, vagy 128 MB-ig, mint a legújabb Vampire 600 V2.1.

### Grafika, hang
Az A600 az utolsó Amiga-modell ECS chipsettel, mely magasabb képernyőfelbontások megjelenítésére is alkalmas. A Super Agnus (8375-ös Fat Agnus) grafikus chip 320×200-tól 1024×512 pixeles felbontások kezelésére alkalmas. Az eredeti Amiga chipsethez (OCS) hasonlóan 32 szín megjelenítésére képes egy 12-bites, összesen 4096 elemű színpalettából, de csak az alacsonyabb felbontásokban. Az ún. "extra halfbrite" (EHB) mód 64 szín egyidejű megjelenítését teszi lehetővé úgy, hogy a továbbra is 32 színből álló paletta minden elemének a félfényességű változata is megjeleníthető. Alacsonyabb felbontásokban használható még a 4096 színű HAM mód is. Magasabb felbontásokban, így például a 800x600 interlaced esetében már csak 4 szín jeleníthető meg egyszerre.
A hangrendszer nem változott az Amiga 500 Plus óta, ugyanúgy 4× 8-bites DMA-vezérelt csatornája van, kettő a bal, kettő pedig a jobb oldali hangszórónak.
Az Amiga 600-ba építették bele először a korábban külsőleg csatlakoztatható RF modulátort, mely így - normál RCA csatlakozói révén - közvetlenül összeköthető bármely katódsugárcsöves (CRT) televíziókészülékkel.

### Perifériák, bővíthetőség
Az A600 rendelkezik két DB-9M csatlakozójú Amiga-specifikus csatlakozóval egér, botkormány, illetve fényceruza csatlakoztatásához, szabványos 25-tűs RS-232 soros porttal, illetve Centronics-szabványú 25-tűs párhuzamos porttal, így lényegében kompatibilis minden korábbi Amigához gyártott perifériával, MIDI-, hang-mintavételező (sampler), illetve videóvágó-eszközökkel.
Két - az Amiga-modellekben - teljesen új bővítési lehetőség jelent meg az A600-ban: Type II-es PCMCIA és a 44-tűs ATA (IDE) interfész, mely mindkettő leggyakrabban laptopok alkotóelemét képezi. Mindkettő interfészt a Gary helyébe lépő Gayle custom chip vezérli. A gép belsejében kialakításra került 1db 2,5"-es merevlemez fogadására alkalmas beépítő keret.
A PCMCIA Type II implemetáció még a végleges szabványosítás előtt készült, így azzal nem 100%-ban kompatibilis. Csak 16-bites PCMCIA kártyákkal kompatibilis, melyeknek Type I vagy Type II típusúaknak kell lenniük, az újabb 32-bites CardBus perifériák nem használhatók. A modell kiadásakor még igen kevés bővítőkártya később külső gyártók termékeivel bővült, úgymint: SRAM kártyák, CD-ROM-, illetve SCSI vezérlők, hálózati kártyák (vezetékes és vezetéknélküli), modemek, CompactFlash adapterek, samplerek és videóvágó eszközök. A PCMCIA kártyák magas ára ugyanakkor nem tette őket elterjedtté nagyobb számban.

### Operációs rendszer
Az Amiga 600-af AmigaOS 2.0-val szállították, mely 2.05-ös Workbenchet és v37.299, v37.300, vagy v37.350 belső revíziószámú Kickstart ROM-ot kapott, melyek kissé zavarkeltő módon mind hivatalosan a "2.05" verziószámot kapták. Az a néhány korai A600, melyet v37.299-es ROM-mal szállítottak, sem PCMCIA, sem ATA támogatást nem tartalmazott. Habár lehetőség van a szükséges meghajtóprogramok (driverek) betöltésére hajlékonylemezről és így használhatók ilyen eszközök, azonban automatikusan bootolni egyikről sem tud ez a modellváltozat. A további revíziójú ROM-ok erre már képesek voltak, mert tartalmazták a szükséges drivereket, melyek így a bootolás elején rendelkezésre állnak. A 37.350-es ROM fejlesztett hardverkompatibilitást biztosít ATA merevlemezekkel, mivel megnövelt várakozási időt állítottak be bennük a merevlemezek bootoláskori felpörgése miatt.
Az A600 a Workbench 2.1 futtatására is képes, mely már lokalozációkat is tartalmazott az operációs rendszerhez különféle nyelvekre, továbbá a beépített CrossDOS driverével natív FAT támogatást tartalmaz, így lehetővé teszi MS-DOS formátumú floppy- és merevlemezek írását-olvasását. A Workbench 2.1 bővítményként jelent meg, így a meglévő Kickstart ROM-okkal használható. Ezen túlmenően, az 1994-ben megjelent AmigaOS 3.1 is használható, de a Kickstart ROM-ot cserélni kell újabb, v40.63 verzióra.

### Specifikáció
| Jellemző            | Specifikáció |
| ------------------- | --- |
| CPU                 | Motorola 68000 7.16 MHz (NTSC) vagy 7.09 MHz (PAL) |
| RAM                 | 1 MB Chip RAM, bővíthető max. 6 MB-ig (2 MB Chip RAM + 4 MB Fast RAM-mal) |
| ROM                 | 512 KB Kickstart ROM (v2.05) |
| Chipset             | Enhanced Chip Set (ECS) |
| Kép                 | 12-bites színpaletta (4096 szín). 32, 64, (EHB) illetve 4096 (HAM mód) képernyőszínű grafikus módok: - 320×200 – 320×400i (NTSC) - 320×256 – 320×512i (PAL) Grafikus módok 16 képernyőszínnel: - 640×200 – 640×400i (NTSC) - 640×256 – 640×512i (PAL) Grafikus módok 4 képernyőszínnel: - 1280×200 – 1280×512i - 640×480p60 (VGA) |
| Hang                | 4× 8-bites PCM csatorna (2 sztereó csatorna) max. 28-56 kHz mintavételi frekvencia; DMA támogatás |
| Háttértár           | - 3,5" DD floppy meghajtó (880 KB kapacitású) - 2.5" IDE HDD (A600HD) |
| Audio/video kimenet | Analóg RGB video kimenet (DB-23M) kompozit video kimenet (RCA) Audio kimenet (2×RCA) |
| I/O portok          | 2× egér/játék port (DE-9) RS-232 soros port (DB-25F) Centronics párhuzamos port (DB-25F) floppy meghajtó port (DB-23F) |
| Bővítő aljzatok     | 1× trapdoor bővítő csatlakozó; 1× 16-bit PCMCIA Type II kártya interfész |
| OS                  | AmigaOS 2.0, Workbench v37.299, 37.300, 37.350 |
| Egyéb               | Valósidejű rendszeróra (RTC) |

## Fogadtatás
Dave Haynie "förtelmesnek" nevezte az A600-at, és azt mondta, hogy "az emberek nem ezt várták az Amigáktól, de addigra már a céget hitvány gazemberek irányították, akik végül tönkrevágták az üzletet", míg a Commodore UK ügyvezető igazgatójának az volt a véleménye, hogy az "Amiga 600 teljesen el lett fuserálva."

## Fordítás
- Ez a szócikk részben vagy egészben  az   Amiga 600 című angol Wikipédia-szócikk fordításán alapul.  Az eredeti cikk szerkesztőit annak laptörténete sorolja fel. Ez a jelzés csupán a megfogalmazás eredetét és a szerzői jogokat jelzi, nem szolgál a cikkben szereplő információk forrásmegjelöléseként.